# Esker Riada
L'Esker Riada (en irlandais : (en)) est un système d'eskers qui s'étend au milieu de l'Irlande, entre Dublin et Galway. 

## Géographie
L'Esker Riada est un ensemble d'eskers qui traverse les comtés de Dublin, Meath, Kildare, Westmeath, Offaly, Leitrim, Longford, Roscommon et Galway. Un grand vestige de l'Esker existe dans la région de Teernacreeve, dans le Westmeath, et s'étend de Kilbeggan à Tyrrellspass.
Les eskers se présentent sous la forme de crêtes relativement basses composées de sable, de gravier et de blocs déposés par l'eau s'écoulant sous un glacier et qui ont été exposés lors de la fonte du glacier à la fin de la dernière période glaciaire, il y a environ 10000 ans.

## Histoire
Le nom irlandais Eiscir Riada donne une indication sur la signification des eskers. Le premier élément (et l'anglais esker) vient du vieil irlandais escir qui signifie « une crête, une élévation (séparant deux plaines ou surfaces déprimées) » et le second vient du vieil irlandais ríad qui fait référence à « l'équitation, la conduite » (plus tard « l'apprivoisement ») des chevaux ou des bœufs conduits sur cette crête.
À la suite d'une bataille à Mag Lena, au deuxième siècle, l'île d'Irlande a été divisée en deux entités politiques le long de la ligne des eskers - « Leath Cuinn » (« la moitié de Conn ») au nord, et « Leath Mogha » (« la moitié de Mogha ») au sud.
En raison de son terrain légèrement plus élevé, l'Esker Riada permettait de traverser les tourbières du centre de l'Irlande. Depuis l'Antiquité, il constitue une route reliant l'est et l'ouest de l'Irlande. En effet, son ancien nom irlandais est « An tSlí Mhór », ce qui signifie « La grande voie ».
La Slighe Mhór (« Grande route ») reliait l'abbaye de Clonard, l'abbaye de Durrow et l'établissement monastique de Clonmacnoise, construit à l'endroit où la Shannon traverse l'Esker Riada.
Contrairement aux tourbières environnantes, les sables glaciaires typiques des eskers offraient des terres bien drainées et de relativement bonne qualité, ce qui s'est avéré utile pour l'agriculture.

## Infrastructure
Aujourd'hui encore, l'Esker Riada sert d'autoroute, la route principale N6 Dublin-Galway la suivant de près, et de nombreuses activités agricoles se déroulent encore le long de son parcours. La partie de Dublin commence à High Street, à côté de Wood Quay, site de la colonie viking et du premier gué fait de haies ou de vanneries qui a donné son nom à Dublin (Átha Cliath), et continue vers le sud-ouest à travers Kilmainham jusqu'à Greenhills Road.
Les eskers sont devenus une source précieuse de matériaux de construction, l'extraction de sable et de gravier étant monnaie courante. Cependant, l'impact négatif de ces opérations sur l'environnement est aujourd'hui pris en compte, ce qui, associé à une prise de conscience croissante de la crête et de son importance dans l'histoire de l'Irlande, a conduit à des restrictions croissantes. En effet, le conseil du comté d'Offaly a pris des mesures pour protéger la crête dans son plan de développement du comté, et est allé jusqu'à faire pression pour que l'Esker Riada soit reconnu comme un site du patrimoine mondial.